# Theodor Morell
Dr. Theodor Morell (Trais-Munzenberg (huidige Munzenberg) 22 juli 1886 – Tegernsee 26 mei 1948) was een Duitse arts.
Hij was jarenlang Hitlers persoonlijke arts. Hij stond bekend om de vele geneesmiddelen en drugs die hij de Führer toediende, hoewel hij later aan de Amerikanen verklaarde dat het slechts om onschuldige huis-, tuin- en keukenmiddelen ging.

## Jeugd en carrière
Na een jeugd in Opperhessen en studies aan vier verschillende universiteiten (waarvan twee in het buitenland), promoveerde Morell uiteindelijk in 1913. Hij begon als arts-assistent op een cruiseschip. Later trouwde hij en startte een eigen praktijk. In de Eerste Wereldoorlog opereerde hij als veldarts.
Morell begon toen al fantastische verhalen af te steken. Een bekend voorbeeld is dat hij met de Russische Nobelprijswinnaar, de bioloog Ilja Iljitsj Metsjnikov (1845-1916), bacteriële infecties had bestudeerd. Later zou hij zijn patiënten cocktails van allerlei dubieuze middelen toedienen. Terug in Berlijn bleek er in bepaalde klassen toch een zekere belangstelling voor zijn onconventionele behandelingen te zijn. Hij werd door zowel de sjah van Iran als de koning van Roemenië uitgenodigd om hun lijfarts te worden. In 1920 trouwde Morell met de rijke actrice Johanna 'Honi' Moller.

## Der Reichsspritzenmeister
Begin jaren 1930 werd Morell het werken onmogelijk gemaakt door de geruchten dat hij Joods was en het feit dat hij veel Joodse patiënten had. Misschien werd hij lid van de NSDAP om dit te ontkrachten. Feit is dat hij sinds 1933 als nazi beschouwd werd. Hij zou toen ook regelmatig nazi's behandelen, vaak voor geslachtsziekten waarvan hij beweerde dat dit zijn specialiteit was. In 1935 genas hij Heinrich Hoffmann, Hitlers persoonlijke fotograaf. Hoffmann en Eva Braun raakten zo onder de indruk van Morell dat ze hem aan Hitler voorstelden. Deze kampte rond dezelfde tijd met winderigheid en huiduitslag. Morell behandelde hem met "Mutaflor" (E.coli-bacteriën en vitamines). Misschien kwam het doordat de behandeling aansloeg, of door Hitlers angst voor de "jodenziekte" syfilis en zijn hypochondrie, maar sindsdien stond Morell in de gunst bij Hitler.
Andere nazi's waren minder over hem te spreken. Himmler en Göring noemden hem achter zijn rug een kwakzalver. Göring noemde hem "Der Reichsspritzenmeister" (de Rijksspuitmeester) omdat hij altijd meteen begon met injecteren. Ook toen Hitler in 1935 last kreeg van heesheid en darmklachten spoot Dr Morell injecties in met darmbacteriën. Ook Eva Braun wilde uiteindelijk niets meer met hem te maken hebben. Hitler reageerde woedend bij klachten over Morell want hij geloofde heilig in zijn "revolutionaire behandelingen". Karl Brandt, Hitlers andere persoonlijke arts, vertrouwde Morell ook niet en probeerde de schade van de gebruikte middelen aan te tonen. Dit leidde in 1944 tot zijn eigen ontslag.
Albert Speer schreef later dat hij zich in 1936, naar aanleiding van maagklachten en hartkloppingen, door Morell had laten onderzoeken op aanbevelen van Hitler. Morell onderzocht Speer vluchtig en schreef hem vervolgens dextrose, een bacteriële kuur, hormonen en vitaminen voor. Speer vond Morell dermate amateuristisch dat hij om een tweede opinie vroeg. Deze keer bleek de diagnose oververmoeidheid. De onderzoekende arts, professor Von Bergmann, schreef hem voor het rustig aan te doen. Speer volgde dit laatste advies op en de symptomen verdwenen. Om Hitler niet te beledigen deed hij alsof hij Morells behandeling volgde, waardoor hij korte tijd door Morell als 'reclame' werd gebruikt.
In 1938 kwam Morells moment in de wereldpolitiek. Hij bracht de oude Tsjecho-Slowaakse president Emil Hacha bij met een injectie die naar eigen zeggen slechts vitamines bevatte (maar in werkelijkheid wellicht amfetamine). De president was door de intimidatie van Hitler flauwgevallen en moest worden bijgebracht zodat hij de overgave aan nazi-Duitsland kon ondertekenen.
Hitler was tot het begin van de oorlog redelijk gezond geweest ondanks zijn gebrek aan lichaamsbeweging en hypochondrie. Tegen 1940 begon dit te veranderen en kreeg hij meer en meer klachten. Een trekkende linkerhand en andere symptomen kunnen op de ziekte van Parkinson wijzen. Dit leidde ertoe dat Hitler nog meer op Morell ging vertrouwen, die hem de meest uiteenlopende middelen toediende. Vitamines, belladonna, hormonen, en wellicht ook amfetamine en morfine behoorden hiertoe. Hitlers oogdruppels bevatten 1% cocaïne en wonderpillen die Hitler iedere dag slikte bevatten zelfs strychnine en waren licht schadelijk. Na de aanslag in 1944 had Hitler klachten en kreeg hij ook hier allerlei medicijnen voor van de dokter. In april 1945 was het aantal medicijnen dat Hitler slikte, spoot of druppelde opgelopen tot 28 verschillende. Op 22 april 1945 was het plotseling afgelopen. Woedend viel Hitler tegen Morell uit, omdat deze hem met morfine trachtte te bedwelmen. Hij stuurde hem de bunker uit.

## Internering en overlijden
Morell vluchtte naar het westen en viel in handen van de Amerikanen. Deze ondervroegen hem in een interneringskamp bij Weimar. Een van zijn ondervragers stond versteld van zijn overgewicht en gebrek aan hygiëne en noemde hem "walgelijk". Hij was weliswaar geïnterneerd maar werd nooit van misdaden beschuldigd. Zijn gezondheid was al slecht door zijn obesitas en verslechterde nog verder. In mei 1948 overleed hij op 61-jarige leeftijd aan een beroerte.

## Motieven en speculaties
Morell heeft verschillende middelen aan Hitler toegediend, waarvan een aantal licht schadelijk. Een aantal speculaties doen over hem de ronde. De meeste historici vermoeden dat Morell met name op het laatst in zijn eigen behandelingen geloofde.
Ook wordt beweerd dat Hitler verslaafd raakte aan de amfetamine die Morell toediende en zijn doen en laten beïnvloedde. De Britse historicus Ian Kershaw stelt dat als Hitler überhaupt al verslaafd was aan de amfetamine of enige andere drug, dit geen merkbare invloed op zijn politieke en militaire handelen had. De stress waaraan Hitler blootstond en die ieder persoon na langere of kortere tijd zou kunnen doen bezwijken, was hoogstwaarschijnlijk de belangrijkste oorzaak van Hitlers lichamelijke en mentale achteruitgang.

## Onderscheidingen
- Ridderkruis van het Kruis voor Oorlogsverdienste op 24 februari 1944[2]
- Kruis voor Oorlogsverdienste, 1e Klasse  en 2e Klasse[2]
- Grootkruis in de Sint-Alexanderorde op 8 juni 1944[2]